# 最高裁判所
最高裁判所（日语：／ Saikō saibansho，也譯為最高法院）是日本的最高法院及最高司法機關，根据《日本国宪法》设立，其组织和运行依照《裁判所法》，现任最高裁判所长官为戶倉三郎。在日本，最高裁判所一般簡稱為「最高裁」（／ Saikōsai），有時也直接称为「最高」。
最高裁判所的辦公大樓位於东京都千代田區隼町，由日本建筑师冈田新一设计，並获得1974年第26屆日本建筑学会奖的荣誉。

## 沿革
- 1875年－日本司法省（法務省前身）裁判所改立为大审院。
- 1890年－颁布《裁判所构成法》（明治23年法律第6号）。在大审院之下，设立控诉院、地方裁判所及各地区裁判所。
- 1947年－随着《日本国宪法》与《裁判所法》（昭和22年法律第59号）的施行，废除大审院，设立最高裁判所。

## 构成及组织

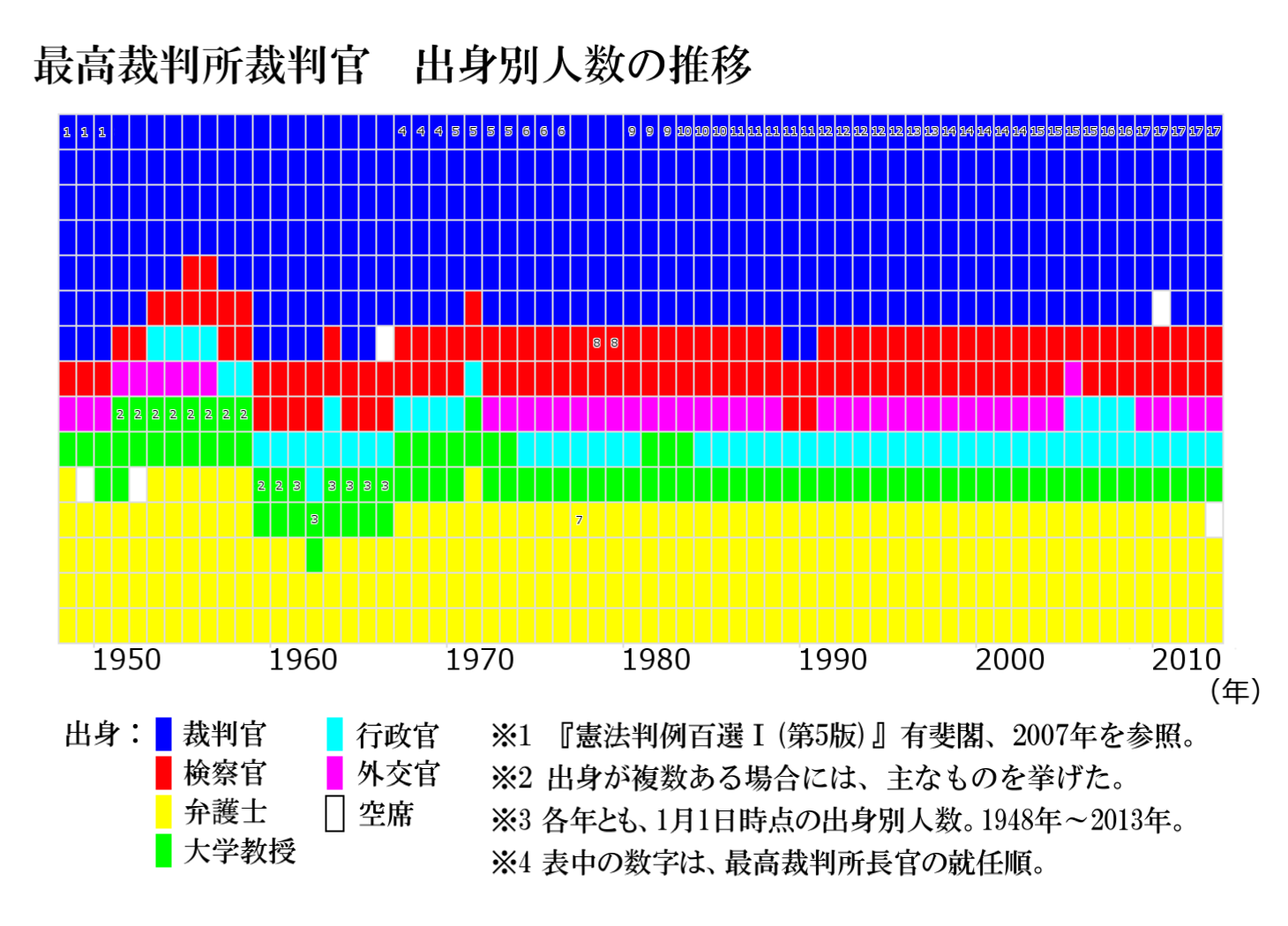
最高裁判所裁判官的出身別之人數推移表（藍色：法官、紅色：檢察官、黃色：律師、綠色：大學教授、水藍色：行政官、紫色：外交官、白色：空席）

最高裁判所裁判官由一名最高裁判所长官与十四名最高裁判所判事组成。最高裁判所长官由内阁提名，再由天皇任命。最高裁判所判事由内阁任命，天皇进行确认。根據日本国宪法第79条第5项、裁判所法第50条的規定，最高裁判所裁判官的法定退职年龄为70岁。
據日本国宪法第79条第2项，每位法官在获得任命后初次举行的众议院议员总选举中，需要接受最高裁判所裁判官国民审查（简称「国民审查」），此后每经过10年需要接受1次国民审查。在审查中，国民可以在希望罢免的法官名字下画上×。目前，尚无任何法官以此种方式被国民罢免。
日本国宪法第79条第6项第2句明文规定，最高裁判所裁判官的薪金在其任期内不得减少。然而，这一规定被理解为“在国家公务员中仅仅减少最高法院法官的薪金是违宪的”，在国家财政出现特殊情况时，通过法律修正，对于公务员全体的一般性报酬进行调整，并不会侵犯司法权的独立性或者法官的身份保障，因此属于合宪范围。在上述认识的基础上，2002年日本修改了裁判官报酬法，首次在宪政史上减少了在任法官的薪金标准。
最高法院不仅是日本处于审判事务的最高法院，同时还肩负着领导下级法院的最高司法行政的职能，同时，也有权制定法院诉讼程序和处理司法事务的相关规则（最高法院规则）。
最高裁判所的司法行政权及规则制定权，必须通过最高裁判所裁判官会议的决议而行使。为了协助行使上述权力，最高裁判所内设立了处理总务的最高裁判所事务总局。另外，也设置了培养法曹的司法研修所等附属机构。

### 审判部门的组成

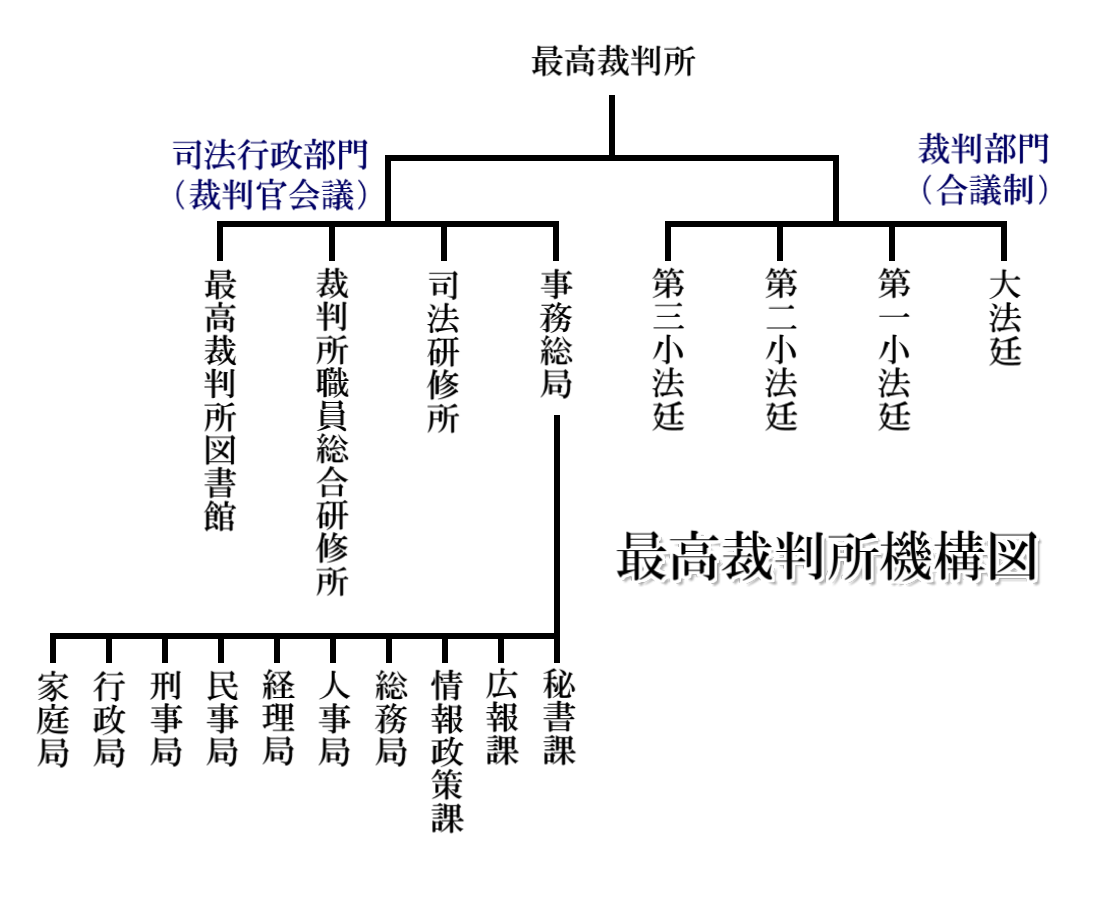
最高裁判所機構圖

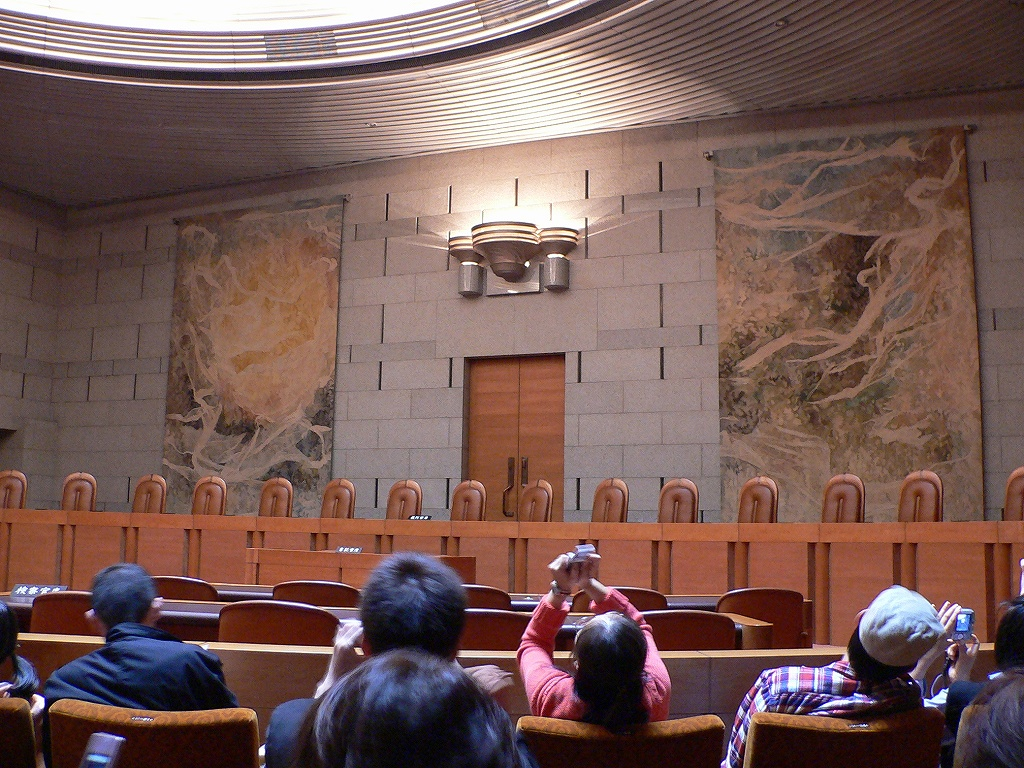
最高裁判所大法庭

大法庭(日本)
由包括法院长官在内的15名法官组成之合议庭。
小法庭
分别由5名法官组成的3个合议庭。
最高裁判所受理的案件一般均由小法庭进行审理，但是在符合《裁判所法》第10条第1号至第3号的条件（即涉及法令是否符合宪法的判断、宪法及其他法令的解释、与此前的最高裁判所判例有差异），或者小法庭的法官意见分为人数相同的数个意见，需要通过大法庭进行审理的情况下，这类案件需要交付大法庭重新进行审理。

### 司法行政部门的组织
- 裁判官会议
  - 最高裁判所事務總局
  - 司法研修所
  - 法院职员综合研修所
  - 最高裁判所圖書館

### 歷任最高裁判所長官
| 歴代最高裁判所長官 | 歴代最高裁判所長官 | 歴代最高裁判所長官                                      | 歴代最高裁判所長官 | 歴代最高裁判所長官           | 歴代最高裁判所長官 |
| 代                 | 氏名               | 在任期間                                                | 出身               | 前職・經歷                   | 不信任率           |
| ------------------ | ------------------ | ------------------------------------------------------- | ------------------ | ---------------------------- | ------------------ |
| 1                  | 三淵忠彦           | 1947年（昭和22年）8月4日 －1950年（昭和25年）3月2日     | 裁判官             | 慶應義塾大学講師、大審院判事 | 5.54%              |
| 2                  | 田中耕太郎         | 1950年（昭和25年）3月3日 －1960年（昭和35年）10月24日   | 大学教授           | 参議院議員、学習院大学教授   | 8.13%              |
| 3                  | 横田喜三郎         | 1960年（昭和35年）10月25日 －1966年（昭和41年）8月5日   | 大学教授           | 東京大学教授、外務省参与     | 8.23%              |
| 4                  | 横田正俊           | 1966年（昭和41年）8月6日 －1969年（昭和44年）1月10日    | 裁判官             | 東京高等裁判所長官           | 7.08%              |
| 5                  | 石田和外           | 1969年（昭和44年）1月11日 －1973年（昭和48年）5月19日   | 裁判官             | 東京高等裁判所長官           | 7.13%              |
| 6                  | 村上朝一           | 1973年（昭和48年）5月21日 －1976年（昭和51年）5月24日   | 裁判官             | 東京高等裁判所長官           | 10.33%             |
| 7                  | 藤林益三           | 1976年（昭和51年）5月25日 －1977年（昭和52年）8月25日   | 律師               | 第一東京律師會所属律師       | 12.09%             |
| 8                  | 岡原昌男           | 1977年（昭和52年）8月26日 －1979年（昭和54年）3月31日   | 檢察官             | 大阪高等檢察廳檢察長         | 12.21%             |
| 9                  | 服部高顯           | 1979年（昭和54年）4月2日 －1982年（昭和57年）9月30日    | 裁判官             | 大阪高等裁判所長官           | 11.07%             |
| 10                 | 寺田治郎           | 1982年（昭和57年）10月1日 －1985年（昭和60年）11月3日   | 裁判官             | 東京高等裁判所長官           | 14.63%             |
| 11                 | 矢口洪一           | 1985年（昭和60年）11月5日 －1990年（平成2年）2月19日    | 裁判官             | 東京高等裁判所長官           | 10.80%             |
| 12                 | 草場良八           | 1990年（平成2年）2月20日 －1995年（平成7年）11月7日     | 裁判官             | 東京高等裁判所長官           | 11.10%             |
| 13                 | 三好達             | 1995年（平成7年）11月7日 －1997年（平成9年）10月30日    | 裁判官             | 東京高等裁判所長官           | 7.99%              |
| 14                 | 山口繁             | 1997年（平成9年）10月31日 －2002年（平成14年）11月3日   | 裁判官             | 福岡高等裁判所長官           | 9.61%              |
| 15                 | 町田顯             | 2002年（平成14年）11月6日 －2006年（平成18年）10月15日  | 裁判官             | 東京高等裁判所長官           | 9.37%              |
| 16                 | 島田仁郎           | 2006年（平成18年）10月16日 －2008年（平成20年）11月21日 | 裁判官             | 大阪高等裁判所長官           | 6.93%              |
| 17                 | 竹崎博允           | 2008年（平成20年）11月25日 - 2014年（平成26年）3月31日  | 裁判官             | 東京高等裁判所長官           | 6.25%              |
| 18                 | 寺田逸郎           | 2014年（平成26年）4月1日 - 2018年（平成30年）1月8日     | 裁判官             | 廣島高等裁判所長官           | 7.95%              |
| 19                 | 大谷直人           | 2018年（平成30年）1月9日 - 2022年 (令和3年) 6月22日     | 裁判官             | 大阪高等裁判所長官           | 7.96%              |
| 20                 | 戶倉三郎           | 2022年（令和3年）6月23日 - 現職                         | 裁判官             | 東京高等裁判所長官           | NIL                |

## 权限
最高裁判所对于上告，以及诉讼法规定的抗告案件，具有做出最终判决的权限。
最高裁判所最为重要的职能，就是在上告案件中对法令的解释进行统一，以及对于可能存在违反日本国宪法的法令做出最终的宪法判断（违宪审查制）（参照日本国宪法第81条）。
另外，最高裁判所对于与司法权有关的事项有权制定规则，还有权对司法行政权、下级法院法官人选进行提名。

## 最高裁判所的特征
最高裁判所调查官制度
最高裁判所内部根据民事、刑事、行政等案件的性质分别设置了处理特定领域案件之法院调查官。调查官负责阅读上告案件的判决卷宗，并向最高裁判所判事作出报告。由于最高裁判所的法官仅有15人，无法处理庞大数量的案件，因此调查官可以大幅减轻法官的工作量。另一方面，由于法律对于向最高裁提出上告的案件有一定限制，调查官可以先行甄别部分没有必要由最高法院进行审理的案件，从而迅速将其驳回，因此有种批判的观点指出，最高裁判所的很多审判实际上并非由最高裁判所的裁判官，而是由调查官作出的。
判决书中的个别意见
最高法院的判决书中往往可以看到与多数派意见不同的法官会写明其个别意见。这类意见包括补充意见、意见和反对意见。
另外，根据《裁判所法》第6条，最高裁判所设于东京都。因此，有一种观点认为，只要该法律不作修正，即使日本发生迁都，最高法院也将继续留在东京。

## 最高裁判所裁判官
下表为2020年11月9日在任的最高裁判所裁判官名单。
| 姓名             | 在任期間                           | 學歷                 | 先前工作                       | 所在小法庭 | 不信任率 |
| ---------------- | ---------------------------------- | -------------------- | ------------------------------ | ---------- | -------- |
| 池上政幸         | 2014年10月2日 - （2021年8月28日）  | 東北大學法學部畢業   | 檢察官                         | 第一小法廷 | 9.56%    |
| 大谷直人（長官） | 2015年2月17日 - （2022年6月22日）  | 東京大學法學部畢業   | 法官                           | 第二小法庭 | 8.64%    |
| 小池裕           | 2015年4月2日 - （2021年7月2日）    | 東京大學法學部畢業   | 法官                           | 第一小法廷 | 9.36%    |
| 木澤克之         | 2016年7月19日 - （2021年8月26日）  | 立教大學法學部畢業   | 律師                           | 第一小法廷 | 8.72%    |
| 菅野博之         | 2016年9月5日 - （2022年7月2日）    | 東北大學法學部畢業   | 法官                           | 第二小法庭 | 8.72%    |
| 山口厚           | 2017年2月6日 - （2023年11月5日）   | 東京大學法學部畢業   | 教授、律師                     | 第一小法廷 | 8.62%    |
| 戶倉三郎         | 2017年3月14日 - （2024年8月11日）  | 一橋大學法學部畢業   | 法官                           | 第三小法庭 | 8.53%    |
| 林景一           | 2017年4月10日 - （2021年2月7日）   | 京都大學法學部畢業   | 日本駐英國大使 三菱UFJ銀行顧問 | 第三小法庭 | 8.07%    |
| 宮崎裕子         | 2018年1月9日 - （2021年7月8日）    | 東京大學法學部畢業   | 律師                           | 第三小法庭 | 未審査   |
| 深山卓也         | 2018年1月9日 - （2024年9月1日）    | 東京大學法學部畢業   | 法官                           | 第一小法庭 | 未審査   |
| 三浦守           | 2018年2月26日 - （2026年10月22日） | 東京大學法學部畢業   | 檢察官                         | 第二小法庭 | 未審査   |
| 草野耕一         | 2019年2月13日 - （2025年3月21日）  | 東京大學法學部畢業   | 律師                           | 第二小法庭 | 未審査   |
| 宇賀克也         | 2019年3月20日 - （2025年7月20日）  | 東京大學法學部畢業   | 教授                           | 第三小法庭 | 未審査   |
| 林道晴           | 2019年9月2日 - （2027年8月30日）   | 東京大學法學部畢業   | 法官                           | 第三小法庭 | 未審査   |
| 岡村和美         | 2019年10月2日 - （2027年12月22日） | 早稻田大學法學部畢業 | 檢察官                         | 第二小法庭 | 未審査   |

- 最高裁判所裁判官的法定退休年龄为70岁，因此其任期至70岁生日前一天为止。
- 历任长官和历任法官，参照最高裁判所長官和最高裁判所判事。

## 办公大楼

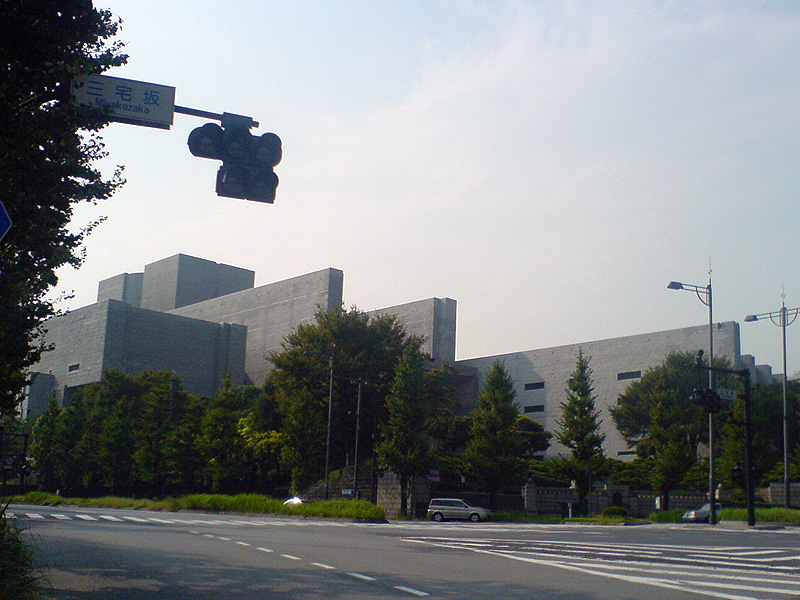
由三宅坂路口所拍攝的全景

### 建筑物概要
- 地址　东京都千代田区隼町4番2号
- 规模　占地面积 37,427㎡，建筑面积 9,690㎡，总建筑面积  53,994㎡
- 构造　钢筋鋼筋混凝土构造，地上5层・地下2层
- 设计者　冈田新一
- 竣工　1974年（昭和49年）3月
- 总费用　约126亿日元（竣工当时）

### 沿革
- 1947年（昭和22年）5月　临时办公楼（日本皇宫大手门内，原樞密院办公楼）
- 1947年（昭和22年）9月　临时办公楼搬迁（東京地方裁判所大樓（原民事裁判所大樓）3～4层）
- 1949年（昭和24年）10月　原大审院办公楼
- 1974年（昭和49年）3月　现办公楼

## 名称

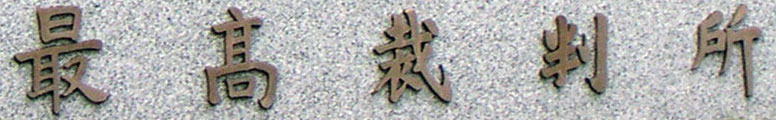
最髙裁判所

通常都使用日本常用漢字來表記，不過在廳舍所揭示的銘板上，書寫的名稱是，其中的引用了俗字來表示。
一般简称为“最高裁”，但在從事法律工作者中也被进一步简略为“最高”。另外，由于办公大楼面对三宅坂，通常也以“三宅坂”指代。
由于其办公大楼的外观独特，加之最高裁判所的有关组织方针，常常被法律工作者或法学者带有揶揄意味地稱为“奇岩城”（意思为“怪石头城堡”）。

## 关联项目
- 裁判所
- 裁判官
- 日本裁判所
- 权力分立
- 最高裁判所长官
- 最高裁判所判事
- 最高裁判所调查官
- 最高裁判所事务总长
- 最高裁判所事务总局
- 司法研修所
- 裁判所职员综合研修所
- 最高裁判所图书馆
- 大法庭
- 上告
- 三行判決
- 三行決定